# Byron De La Beckwith
Pour les articles homonymes, voir Beckwith.
Byron De La Beckwith, né le 9 novembre 1920 et mort le 21 janvier 2001, est un Américain prônant la suprématie de la race blanche, et sudiste d'extrême droite. Il est le meurtrier de Medgar Evers, un militant pour les droits civils des Noirs.

## Assassinat de Medgar Evers et procès
L'assassinat se déroule le 12 juin 1963 dans la ville de Jackson, au Mississippi, au moment même où le président J. F. Kennedy faisait son discours sur l'égalité des hommes blancs et noirs de l'Amérique. Evers est assassiné d'un tir dans le dos qui lui traverse le corps, De La Beckwith s'étant embusqué dans les buissons à une demi-douzaine de mètres de sa cible, attendant qu'il sorte de sa voiture. Il est assassiné devant sa porte, sous les yeux de sa femme et de ses trois enfants.
Deux procès se déroulent en 1964 pour juger de la culpabilité du seul suspect, De La Beckwith. Cependant, les deux fois, le jury, composé uniquement d'hommes blancs, n'arrive à aucun verdict. Néanmoins, la femme de Medgar Evers ne désespère pas et continue de se battre pendant trente ans pour obtenir justice lors d'un procès où le jury ne serait pas exclusivement blanc. C'est en 1994 que De La Beckwith est convoqué à un nouveau procès, où il est jugé par un jury composé de huit noirs et de quatre blancs. Le procureur de l'État peut apporter suffisamment de preuves pour faire incarcérer De La Beckwith, notamment le fait que le meurtrier avait été membre du Ku Klux Klan et qu'il s'était vanté plusieurs fois des assassinats de Medgar Evers et d'autres Noirs. L'arme qui a servi à tuer Medgar Evers, identifiée comme appartenant à De La Beckwith, joue également un rôle important dans le procès.
Au terme du procès, De La Beckwith est condamné à la prison à perpétuité pour meurtre. Il meurt en prison à la suite de problèmes cardiaques, alors que sa demande de libération était toujours en appel.
Son fils clame l'innocence de son père et affirme que le véritable assassin serait toujours vivant.

## Postérité
En 1996, le film Les Fantômes du passé (Ghosts of Mississippi) raconte l'histoire du procès de 1994 avec James Woods dans le rôle de Byron De La Beckwith, rôle qui lui rapportera plusieurs prix pour sa performance extraordinaire. La chanson de Bob Dylan de 1964 Only a Pawn in Their Game voit les gens du genre de De La Beckwith comme de simples pions manipulés pour préserver la société raciste dans le vieux centre américain.
Cette histoire changea la perception des gens vis-à-vis des Noirs, surtout au Mississippi.